# Spirobolus phranus
Spirobolus phranus är en mångfotingart som beskrevs av Karsch 1881. Spirobolus phranus ingår i släktet Spirobolus och familjen Spirobolidae. Inga underarter finns listade i Catalogue of Life.